# Mort de Linda Norgrove
Le 26 septembre 2010, quatre travailleurs humanitaires, la Britannique Linda Norgrove et trois Afghans, sont enlevés par des talibans dans la province de Kounar, dans l'est de l'Afghanistan. Elle est la directrice régionale de Development Alternatives Incorporated, société travaillant pour les États-Unis et d'autres agences gouvernementales. Le groupe est conduit dans la région voisine de la vallée de Dewegal. Les forces américaines et afghanes lancent des recherches dans la zone et organisent des barrages routiers pour empêcher le groupe de se déplacer vers l’est et traverser la frontière avec le Pakistan.
Une demande apparaît : que la militante d'Al-Qaïda Aafia Siddiqui soit relâchée en échange de la libération de Linda Norgrove. Le 3 octobre 2010, les trois Afghans sont libérés durant des négociations. Cinq jours plus tard, avant l'aube, l'unité d'élite SEAL Team Six mène une tentative de sauvetage pour libérer Norgrove, détenue dans la montagne, les Américains craignant qu'elle ne soit tuée ou déplacée par ses ravisseurs. Les forces américaines tuent lors de l’assaut plusieurs ravisseurs et trois agriculteurs locaux. Ils retrouvent Norgrove dans un ravin à proximité ; grièvement blessée, elle décède plus tard des suites de ses blessures.
Les premières informations attribuent la cause de la mort à une explosion déclenchée par l'un de ses ravisseurs. Toutefois, une enquête officielle menée conjointement par le Royaume-Uni et les États-Unis conclut que les blessures mortelles ont été infligées par une grenade lancée par un soldat américain. Selon un rapport de février 2011, la mort de Norgrove est attribuée à la tentative de sauvetage et son échec. En octobre 2012, une de ses collègues déclare dans un entretien que les ravisseurs avaient dit à Norgrove qu'ils n'avaient pas l'intention de la tuer.

## Biographie

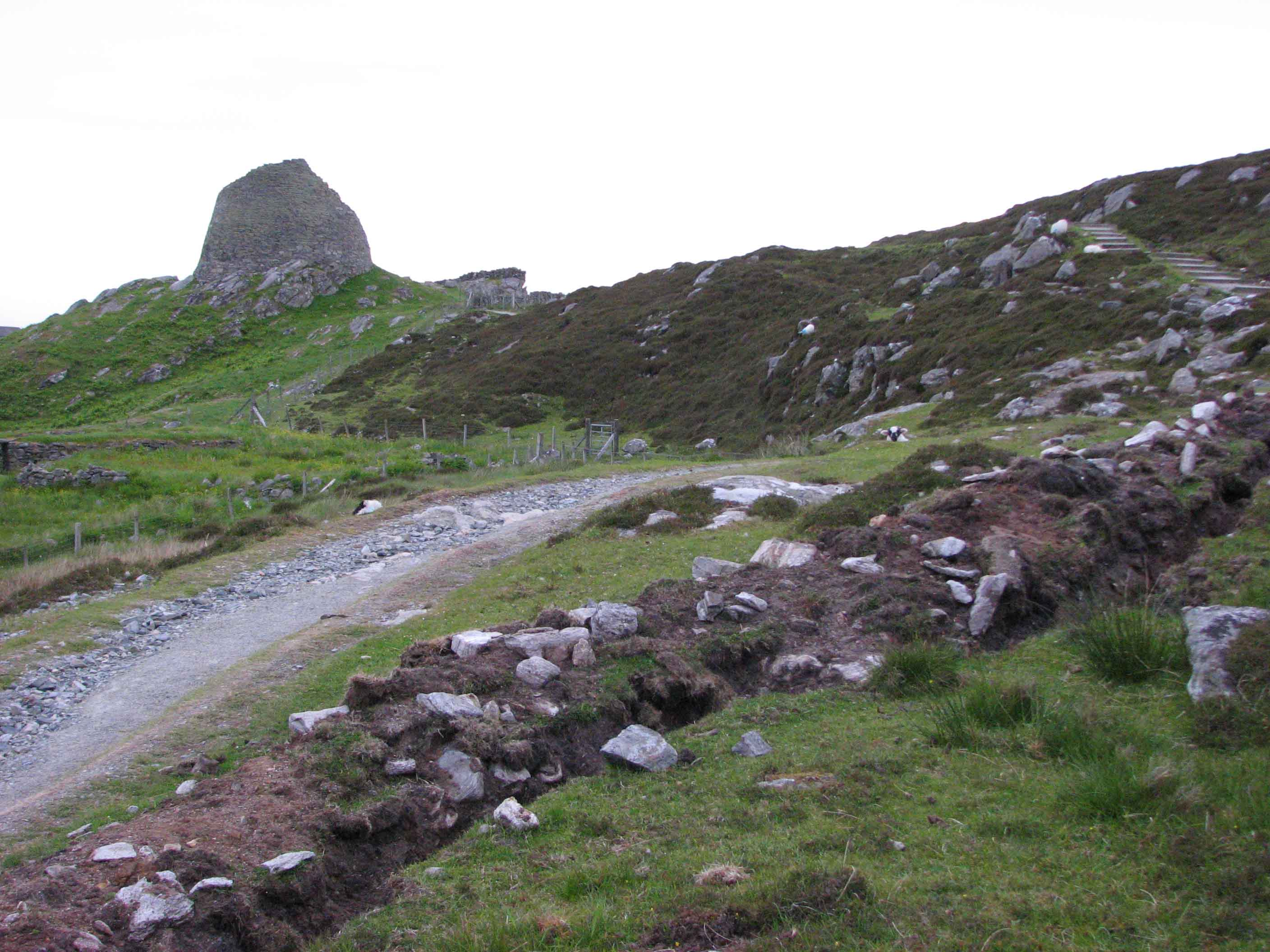
L’île de Lewis, en Écosse, où Norgrove a grandi

Linda Norgrove naît à Altnaharra, en Écosse, en 1974 de John et Lorna Norgrove. Elle grandit sur une croft de l’île de Lewis des Hébrides extérieures. Elle fréquente une école primaire à Uig. Elle fréquente ensuite le Nicolson Institute (en) de Stornoway. Norgrove est diplômée de l’Université d’Aberdeen en sciences de l’environnement tropical ; elle suit des cours de troisième cycle à l’Université du Chiapas au Mexique et effectue une année d’études à l’Université de l’Oregon (1993-94). En 1997, elle obtient un master avec mention en ressources rurales et politique environnementale à l’Université de Londres,,.
En 2002, elle est diplômée d’un doctorat de l’Université de Manchester en politique et gestion du développement. De 2002 à 2005, elle travaille pour le Fonds mondial pour la Nature (WWF) au Pérou, soutenant (et plus tard supervisant) le programme forestier du WWF dans les Andes péruviennes. Elle préparait au moment de son enlèvement une maîtrise en administration des affaires à distance à l’Université de Warwick. Elle travaille en Afghanistan pour les Nations Unies de 2005 à 2008 et comme directrice régionale d’une société de développement international basée à Jalalabad à partir de février 2010. Elle travaille également au Laos en tant que spécialiste de l’environnement pour l’ONU en 2008-2009, au Mexique et en Ouganda où elle étudie les effets de la gestion des parcs nationaux sur la population indigène dans la région du parc national du Mont Elgon,.

## Enlèvement

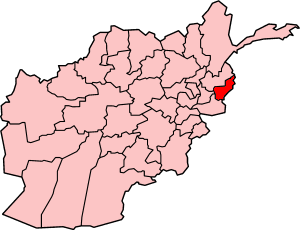
Carte de l'Afghanistan, avec la province de Kunar en rouge

Le 26 septembre 2010, Norgrove et trois collègues afghans se rendent dans le district de Chawkay (en) dans l’est de la province de Kunar quand ils sont enlevés par des insurgés locaux,,. Ces derniers les ont pris en embuscade sur la route principale reliant Jalalabad à Asadabad, dans la vallée de Dewagal, où ils circulent dans deux Toyota Corollas non blindées et non siglées,. Un convoi militaire américain avait été attaqué deux mois plus tôt sur le même tronçon. Au moment de l’enlèvement, Norgrove porte une burqa pour déguiser son apparence étrangère. Selon quatre sources au sein des services militaires et de renseignement américains, elle travaille pour la société Development Alternatives Incorporated, mais est secrètement employée par le MI6, les services de renseignements britanniques.
Vêtue de vêtements pour hommes par ses ravisseurs, elle est emmenée dans les montagnes puis dans la vallée de Dewegal dans le district de Chowkai qui traverse la vallée de Korengal. Plusieurs unités de l’armée américaine (Bravo Company, 2/327 Infantry, 1st Brigade Combat Team, 101st Airborne Division) commencent des recherches qui dureront 12 jours, appuyées par des unités de l’armée, de la police et des commandos afghans sous le nom de code « Enterprise ». Une fouille est menée de maison en maison et des barrages routiers sont placés à l’entrée de la vallée pour empêcher un transfert de l’otage vers l’est, au Pakistan. Le terrain difficile, qui comporte peu de routes, complique et ralenti les recherches. Elles réussissent cependant à contenir les ravisseurs à proximité ; plusieurs membres talibans locaux ont été tués.

### Négociations
Après une incertitude sur l’identité des ravisseurs, un commandant taliban, Mohammed Osman, opérant au Pakistan, diffuse une demande de libération d’Aafia Siddiqui en échange de la liberté de Norgrove. Siddiqui, connue sous le nom de « Madame al-Qaïda », vient d’écoper, le 26 septembre, de 86 ans de prison aux États-Unis,. « Nous avons la chance d’avoir enlevé cette Britannique peu de temps après la décision impitoyable d’un tribunal américain contre Aafia Siddiqui. Nous demanderons la libération d’Aafia Siddiqui en échange », déclare Osman.
D’autres sources afghanes nient tout lien avec Osman. Les sources militaires américaines identifient les ravisseurs de Norgrove comme étant des talibans de Kunar et le ministre britannique des Affaires étrangères, William Hague, déclare qu’ils appartient à un groupe salafiste affilié à un groupe de talibans locaux, dénommé Jamaat al Dawa al Quran (en). Un responsable des renseignements afghans identifie les ravisseurs comme étant les commandants locaux Mullah Basir et Mullah Keftan. Les négociations pour la libération de Norgrove sont conduites par les aînés des tribus locales.
Les trois Afghans capturés avec Norgrove sont remis en liberté le 3 octobre,. Le Premier ministre britannique, David Cameron, déclare que la principale crainte est que Norgrove « soit entraînée dans la chaîne terroriste, ce qui augmenterait encore le risque déjà élevé qu'elle soit tuée ». Le ministère britannique des Affaires étrangères demande aux médias de ne pas divulguer de détails sur la vie personnelle de Norgrove durant sa captivité pour éviter d’attacher une « valeur de trophée » à son enlèvement.

### Tentative de sauvetage et mort
Des rapports de renseignement indiquent qu’un groupe d’aînés locaux demande que Norgrove soit exécuté « comme le Russe », dans une référence possible à la guerre russe en Afghanistan,. Les services de renseignements incitent Cameron et Hague à approuver une opération spéciales américaine pour sauver Norgrove au cours de sa 13e nuit de captivité. L’opération est attribuée à l’unité d’élite SEAL Team Six, un groupe des Navy SEAL,.
Les commandos organisent 8 octobre 2010 un raid avant l’aube contre la montagne où se trouve la cabane où les talibans détienne Norgrove. Elle est entourée de murs de clôture de 5 métres de haut et d’un mètre d’épaisseur dans une zone densément boisée du village de Dineshgal, à 2 400 métres en haut d’une montagne escarpée dans la vallée de Korengal,,.
Vers 3h30 du matin, 20 commandos et environ 24 Rangers de l’armée américaine du 75e régiment de rangers, équipés de lunettes de vision nocturne, s'approchent de l’enceinte au moyen de cordes lisses depuis deux hélicoptères CH-47 Chinook. Des talibans armés de AK-47, de RPG et de vestes explosives ouvrent le feu depuis l’enceinte et depuis une position proche,,. Deux tireurs d’élite américains à bord d’un hélicoptère tuent deux gardes à l’aide de fusils munis de silencieux. Un avion militaire AC-130 Spectre fournit aux troupes américaines au sol un appui aérien rapproché, tuant deux talibans en fuite,. Les rangers sécurisent les positions ennemies sur les collines voisines, et six talibans armés sont tués,,.
Durant la fusillade, les ravisseurs conduisent Norgrove à l’extérieur du bâtiment mais il semble qu’elle soit séparée d’eux. Des séquences vidéo du raid montrent une explosion à proximité de l’otage. Norgrove est retrouvée ensuite, grièvement blessé en position fœtale dans un ravin,.
Norgrove, héliportée, reçoit des soins médicaux mais succombe à ses blessures. Le premier rapport affirme qu’elle est morte après que l’un de ses ravisseurs ait actionné son gilet explosif,,. Selon The Guardian, les insurgés portent souvent de telles vestes s’ils pensent qu’ils risquent d’être attaqués. Les commandants talibans Mullah Basir et Mullah Keftan figurent parmi les personnes tuées lors du raid selon un responsable des renseignements afghans. Les femmes et les enfants présents dans l’enceinte ne sont pas blessés durant l’attaque. L’équipe d’assaut ne compte pas de blessés non plus.

## L’enquête conjointe

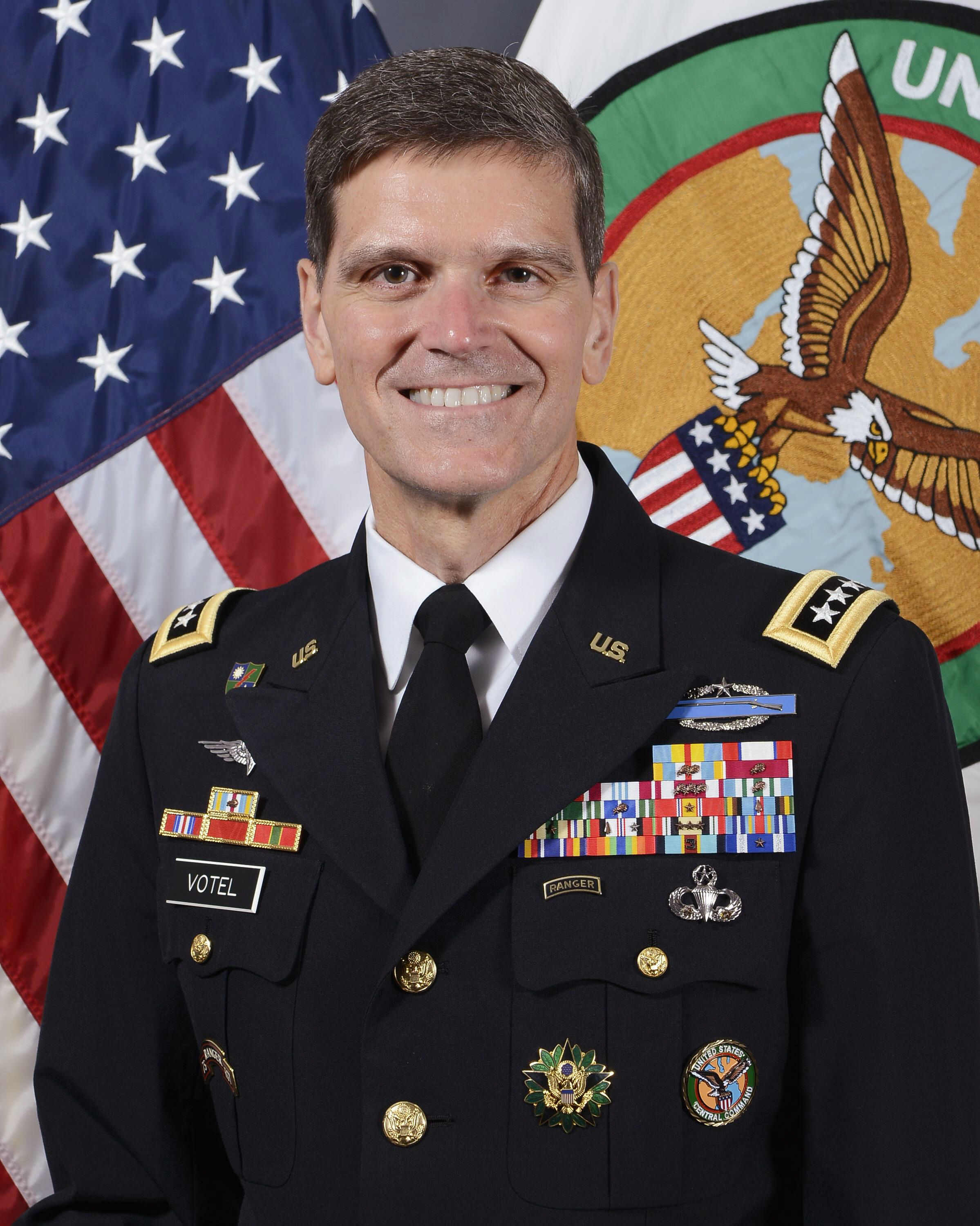
Le major généralJoseph Votel qui conduit les investigations.

Le ministre britannique des Affaires étrangères William Hague annonce la mort de Linda Norgrove après l’assaut. Dans une déclaration écrite, il précise qu’après avoir reçu des informations sur son lieu de détention, il a été « décidé que, compte tenu du danger auquel elle était confrontée, sa meilleure chance d'être libérée en toute sécurité était de donner suite à ces informations ». Le Premier ministre britannique David Cameron défend la tentative de sauvetage : « Les décisions concernant les opérations de libération d'otages sont toujours difficiles. Mais là où une vie britannique est en danger, et là où nous et nos alliés peuvent agir, je pense qu'il est juste d'essayer ».
Le 10 octobre, un officier des renseignements afghans anonyme affirme que Norgrove a été tuée par une grenade lancée par l’un de ses ravisseurs,. Le lendemain, Cameron déclare que de nouvelles informations indiquent que Norgrove a peut-être été tuée accidentellement par une grenade américaine. Une déclaration militaire américaine affirme : « L'examen ultérieur des images de surveillance et les discussions avec les membres de l'équipe de sauvetage ne permettent pas de déterminer de manière définitive la cause de sa mort »,. Des doutes sont déjà présents à ce moment sur la véritable cause de la mort.
Le président américain Barack Obama promet « d'aller au fond » de l’examen de l’échec de la tentative de sauvetage. Le général David Petraeus, commandant de la Force internationale d’assistance et de sécurité de l’OTAN en Afghanistan, ordonne une enquête sur l’incident. Le major général américain Joseph Votel (en), alors chef d’état-major du Commandement des opérations spéciales des États-Unis, et le brigadier britannique (en) Robert Nitsch (en), chef du soutien des forces interarmées des Forces britanniques en Afghanistan, sont nommés pour mener une enquête conjointe britannique et américaine. Il est annoncé le 12 octobre que les résultats sont attendus dans quelques jours et que la famille de Norgrove est tenue informée des progrès de l’enquête,.
Durant l’enquête militaire, le corps de Norgrove est renvoyé au Royaume-Uni le 14 octobre sur un vol de la Royal Air Force à destination de la base de Lyneham. Une cérémonie funéraire humaniste, à laquelle participent des centaines de personnes, se déroule le 26 octobre au centre communautaire d’Uig dans les Hébrides extérieures. Norgrove est enterré au cimetière d’Ardroil (en),.
Le 2 décembre, Hague annonce les résultats de l’enquête conjointe, qui conclut que Norgrove a été accidentellement tuée par une grenade lancée par un assaillant américain. Les commandos n’ont pas immédiatement informé leurs officiers supérieurs du tir de grenade, ce qui est une infraction à la loi militaire. Plusieurs marins sont sanctionnés.
Une autopsie du corps de Norgrove est réalisé par le 19 octobre 2010. L’inspecteur-chef de la police métropolitaine Colin Smith déclare lors d’une enquête ouverte le 22 octobre, que l’examen a identifié la cause du décès comme « des blessures par fragments pénétrants à la tête et à la poitrine ». En février 2011, le coroner enregistre un verdict narratif confirmant les conclusions des enquêtes militaires antérieures selon lesquelles Norgrove a été tuée par un membre de l’équipe de sauvetage américaine, notant qu’une blessure par balle à la jambe également reçue durant l’assaut n’avait pas contribué à sa mort. En octobre 2012, Abdul Wadood, collègue et camarade captif de Norgrove, déclare à la BBC qu’elle avait demandé aux ravisseurs s’ils allaient la tuer et qu’ils lui avaient assuré qu’ils ne le feraient pas.

## Hommages et postérité
James Boomgard, directeur régional de Development Alternatives Inc. (la société pour laquelle Norgrove travaillait lorsqu’elle a été enlevée), publie une déclaration affirmant : « Nous sommes attristés au-delà des mots par la mort d'une femme merveilleuse dont le seul but en Afghanistan était de faire le bien - d'aider le peuple afghan pour atteindre une certaine prospérité et stabilité dans sa vie quotidienne alors qu'il entreprend de reconstruire son pays ». Le coordonnateur humanitaire des Nations unies, Robert Watkins, a fait l’éloge de Norgrove : « elle était une véritable défenseure du peuple afghan et était déterminée à apporter des améliorations à sa vie », et « son esprit et sa compassion nous manqueront beaucoup ». Le Premier ministre d’Écosse, Alex Salmond, déclare : « Mme Norgrove était une travailleuse humanitaire dévouée qui faisait tout ce qu'elle pouvait pour aider les Afghans - j'espère que le souvenir de son service dans une cause humanitaire pourra apporter du réconfort à ses proches en ces temps de douleur ».
Norgrove a reçu le prix humanitaire Robert Burns (en) 2011 à titre posthume pour son travail en Afghanistan. Sa famille a créé la Fondation Linda Norgrove pour poursuivre son travail. En 2020, la fondation a réalisé chaque année depuis sa création une récolte de fonds pour aider les jeunes filles et femmes afghanes. En dix ans, 1,5 million de livres ont été distribués et ont financé plus de 80 projets.
Abdoul Basir, l’un des responsables de l’enlèvement, a par la suite déposé les armes. En 2019, il vit sous la protection du gouvernement afghan.
L’échec de la mission est évoqué régulièrement dans les médias évoquant les SEAL et leurs méthodes et la dangerosité des opérations de libération d’otages,,.